# Згущувач зі сифонним розвантаженням осаду

Сифонний класифікатор-дешламатор: 1 – чан; 2 – живлячий патрубок; 3 – зливний жолоб; 4 – труба для подання води знизу; 5 – сифони; 6 – регулюючий поплавцевий механізм з голчастим клапаном; 7 – п'єзометрична трубка; 8 – труба для подання води в сифон; 9 – дренажні патрубки

Згущувач з сифонним розвантаженням осаду (сифонний класифікатор-дешламатор)
Класифікатор складається з наступних основних вузлів: ванна, яка служить для прийому і обробки пульпи; колектор, який створює рівномірний потік промивальної води від низу до верху; сифонів, які служать для видалення важкої фракції з ванни (Рис. ).
Принцип роботи полягає в осіданні важкої фракції (пісків) у висхідному потоці промивальної води. У нижній частині ванни, при включенні колектора і поданні живлення у вигляді пульпи, утворюється циркуляційний шар, який досягаючи певного положення по висоті ванни, включає автоматичну систему регулювання роботи сифона. Піски видаляються автоматично. Циркуляційна зона постійно знаходиться в рівновазі. Сифонні класифікатори мають ряд переваг перед механічними і іншими гідравлічними класифікаторами, які забезпечують при їх застосуванні низькі експлуатаційні витрати (менше 0,1 цента на 1 т) і високу ефективність розділення. Сифонне розвантаження пісків дозволяє значно спростити конструкцію дешламатора, оскільки виключається гребковий механізм з приводом і з'являється можливість застосування простої гідравлічної системи регулювання розвантаження пісків.
Відсутність гребкового механізму створює умови для найбільш раціональних конструктивних рішень систем бризкал. При цьому подання свіжої води вирішує дві задачі – створення висхідного потоку для ефективного промивання пісків і утворення суспензій, що легко розвантажуються через сифонні патрубки.

## Механізм розділення магнетитових пульп в сифонних дешламаторах
При усталеному процесі розділення матеріалу у висхідному потоці води у ванні дешламатора утворюються наступні три зони.
- ЗОНА 1 (прояснений шар пульпи) – розташовується між рівнем зливу і рівнем введення живлення. Для цієї зони характерні висхідні потоки, що виносять в злив тонкі частки. Зміст твердого – 3-10%.
- ЗОНА 2 (зона розділення). У цій зоні під дією висхідного потоку води відбувається розшаровування матеріалу на тонкі (шлами) і грубі (піски) фракції. У верхній частині цієї зони спостерігається інтенсивне перемішування пульпи потоком живлення.
- ЗОНА 3 (циркуляційний шар – "псевдозріджений шар") – шар суспензії грубих фракцій (магнітних флокул), рух яких характеризується локальними переміщеннями під впливом постійно виникаючих і зникаючих пульсацій висхідного напряму. Розпушування в цьому шарі визначається характеристикою матеріалу і швидкістю висхідного потоку води. Вміст твердого – 25-70%. Висота і щільність цього шару істотно впливають на процес розділення.

Встановлено, що найбільш високі показники розділення мінеральних суспензій досягаються при глибині подання живлення 0,4-0,6 м. При меншій глибині подання живлення спостерігається винесення важких частинок у злив, а при більшій – відбувається розмив псевдозрідженого шару, що погіршує якість пісків.
Ефективність класифікації, як показали дослідження в класифікаторрах з сифонним розвантаженням пісків, досягає 60-65%, а ефективність дешламації 89-90%. Це забезпечується перечищенням осілих грубозернистих фракцій (флокул) в псевдозрідженому шарі при стійкій роботі сифонних класифікаторів-дешламаторів в заданому технологічному режимі. 
Розділення мінеральних суспензій відбувається при поєднанні умов обмеженого падіння (зона осадження) і умов вільного падіння частинок (зона зливу). При зміні висоти циліндричної ванни від 2 до 2,5 м, помітних змін вмісту твердого і гранулометричного складу не спостерігається.
Ванна змінного перерізу, дозволяє знизити питому витрату висхідної води майже на 30-40%, оскільки швидкість висхідного потоку в шарі пісків обернено пропорційна площі перерізу ванни.
На ефективність розділення істотно впливає характер переходу від зони осадження до циркуляційного шару. Причому, при розділенні флокул від шламів ця межа чіткіша, ніж при режимі класифікації. На межі цих зон є накопичення проміжних мінеральних частинок, агрегатів (граничних зерен) представлених головним чином зростками і великими зернами породи. Для стабілізації високих показників розділення дуже важливим є створення умов, що забезпечують динамічну рівновагу цих зон, тобто збереження постійної їх висоти. Найбільший приріст ефективності знешлам¬лювання залежно від швидкості висхідного потоку спостерігаєть¬ся при менших об'ємних навантаженнях. Це пояснюється тим, що при малих навантаженнях в зоні осадження швидкість висхідного потоку недостатня, і для отримання високої ефективності необхідно збільшувати витрату води, тобто організовувати інтенсивне промивання в основному в циркуляційному шарі. В умовах великих питомих об'ємних навантажень, коли швидкості висхідного потоку у верхніх зонах ванни дешламатора близькі до оптимальних (0,7-0,9 см/с) подання свіжої води через бризкала менше впливає на зміну умов розділення.